# Norma Co
Norma Co (kinesiska: Nuo’erma Cuo, 诺尔玛错) är en sjö i Kina. Den ligger i den autonoma regionen Tibet, i den sydvästra delen av landet, omkring 420 kilometer nordväst om regionhuvudstaden Lhasa. Norma Co ligger 4 700 meter över havet. Arean är 67 kvadratkilometer. Trakten runt Norma Co består i huvudsak av gräsmarker. Den sträcker sig 13,3 kilometer i nord-sydlig riktning, och 12,9 kilometer i öst-västlig riktning.
Genomsnittlig årsnederbörd är 388 millimeter. Den regnigaste månaden är juli, med i genomsnitt 141 mm nederbörd, och den torraste är december, med 5 mm nederbörd.